# ایر نیوگینی
ایر نیوگینی (به انگلیسی: Air Niugini) یک شرکت هواپیمایی با کد یاتا PX است که در تاریخ ۱۹۷۳ میلادی تأسیس شده‌است. دفتر مرکزی ایر نیوگینی در پورت مورسبی، پاپوآ گینه نو واقع شده‌است و قطب این شرکت هواپیمایی در فرودگاه بین‌المللی جکسنز قرار دارد و به ۳۵ مقصد، پرواز مستقیم انجام می‌دهد.